# イジンデン
イジンデンは、歴史上の人物をテーマとしたトレーディングカードゲームである（TCG）。
開発元は株式会社大創出版で、全国のダイソー（DAISO）で販売されている。
2023年7月10日にスタートデッキとブースターパックが発売され、2024年1月6日には第2弾となるブースターパックと「三国の英傑デッキ」が発売された。
その後も、2024年6月27日にブースターパック第3弾と「発展する医学デッキ」、2025年1月12日にブースターパック第4弾が発売された。

## 遊び方

### ゲームの準備
- 対戦は2名のプレイヤーによって1対1で行われる。
- 各プレイヤーは40枚以上のカードでデッキを構築する。
- 同じ名前のカードは4枚まで入れられる。
- 山札をシャッフルして戦場に置く。そこから裏向きのままでカードを4枚戦場に置き、ガーディアンとする。
- 山札からカードを4枚引き、初期手札とする。
- ジャンケンなどで先攻・後攻を決める。

### 勝利条件
- アタッカーの攻撃を通す。
- 相手のターンが始まる時に相手の山札が0枚になる。

### カードの種類
| 分類     | 説明 |
| -------- | --- |
| イジン   | カード右上に書かれたコストを支払い、戦場に出すことができる。 戦場に出した場合、先攻1ターン目や戦場に出たばかりのイジンは攻撃ができないが、「即応」を持っているイジンなら出したターンでも攻撃が可能になる。 |
| マホウ   | 様々な効果を発揮する、使い切りのカード。 レベルの数だけ、魔力ゾーンにあるマリョクカードを墓地へ送る。 |
| ハイケイ | 戦場に置かれ、持続的に効果を発揮するカード。 |
| マリョク | 魔力ゾーンに置かれる。カードを使うための条件を満たしたり、持続的に効果を発揮するものもある。 |

### ターンの進行
| フェイズ名       | 説明 |
| ---------------- | --- |
| スタートフェイズ | マリョク配置権を1にする。 イジン召喚権を1にする。 自分の戦場のカードを全て起こす。 |
| ドローフェイズ   | 自分の山札の上からカードを1枚引き、手札に加える。 （先攻1ターン目は行わない） |
| メインフェイズ   | 以下の行動を、好きな順番で好きな回数分行う。 - マリョクを配置する。 - イジンを召喚する。 - ハイケイを使う - マホウを使う。 - 相手の戦場にいるイジンを1体選んで攻撃する。 ※攻撃は毎ターン1体のイジンごとに1回のみ。相手の戦場にイジンがいない場合は、相手本体に攻撃を行う |
| エンドフェイズ   | 「ターンエンド」と宣告して、相手のターンに移行する。 |

## カードリスト
| 発売日        | 商品名                        |
| ------------- | ----------------------------- |
| 2023年7月10日 | イジンデン ブースターパック   |
| 2023年7月10日 | イジンデン 美と知の革命デッキ |
| 2023年7月10日 | イジンデン 伝説の武将デッキ   |
| 2023年7月10日 | イジンデン 日本の大天才デッキ |
| 2024年1月6日  | イジンデン ブースターパック2  |
| 2024年1月6日  | イジンデン 三国の英傑デッキ   |
| 2024年6月27日 | イジンデン ブースターパック3  |
| 2024年6月27日 | イジンデン 発展する医学デッキ |
| 2025年1月12日 | イジンデン ブースターパック4  |